# آلخاندرو آکوستا
آلخاندرو آکوستا (انگلیسی: Alejandro Acosta؛ زادهٔ ۳ ژوئیهٔ ۱۹۸۰) بازیکن فوتبال اهل اروگوئه است.
از باشگاه‌هایی که در آن بازی کرده‌است می‌توان به باشگاه ورزشی دفنسور اشاره کرد.